# فرناندو گی‌ین کوئربو
فرناندو گی‌ین کوئربو (اسپانیایی: Fernando Guillén Cuervo‎؛ زادهٔ ۱۱ مارس ۱۹۶۳) کارگردان فیلم، نویسنده و بازیگر اهل اسپانیا است.
از فیلم‌ها یا برنامه‌های تلویزیونی که وی در آن نقش داشته‌است، می‌توان به دهان‌به‌دهان، ایزابل، تاج شکسته، ذره‌ای آرامش، ۱۴۹۲: فتح بهشت، همه چیز درباره مادرم، قانون میل، با او حرف بزن، کیسه هوا، کاروسل حوالی ۱۹۵۰، پرس‌وجو و مارپیچ یونانی اشاره کرد.